# Мориниго, Густаво
Густа́во Элисе́о Мори́ниго Ва́скес (исп. Gustavo Eliseo Morínigo Vázquez; род. 23 января 1977, Асунсьон) — парагвайский футболист, полузащитник, известный по выступлениям за «Либертад» и сборную Парагвая. Участник чемпионата мира в Японии и Южной Корее.

## Клубная карьера
Мориниго начал карьеру в 1996 году в «Либертаде». Он долго не мог пробиться в основу и в 2000 году на правах аренды перешёл в «Гуарани». В новой команде Густаво имел постоянное место в основе и после возвращения в «Либретад» завоевал его и в родном клубе. В 2002 году он с 13 мячами стал лучшим бомбардиром команды и помог ей выиграть парагвайскую Примеру. В 2003 и 2006 годах Мориниго ещё дважды стал чемпионом Парагвая. В 2004 году он провёл сезон в аргентинской Примере на правах аренды выступая за «Архентинос Хуниорс», а через два года, также находясь в аренде, играл за колумбийский «Депортиво Кали».
В 2007 году Мориниго подписал контракт с «Серро Портеньо», но, сыграв всего в 10 матчах, разорвал соглашение и присоединился к клубу «Насьональ» из Асунсьона. С новой командой Густаво ещё дважды выиграл чемпионат Парагвая. В 2011 году он завершил карьеру и через год стал тренером «Насьоналя».

## Международная карьера
В 2001 году Мориниго дебютировал за сборную Парагвая. В том же году он был включен в заявку на участие в Кубке Америки. На турнире Густаво сыграл в поединках против сборных Перу и Бразилии.
В 2002 году Мориниго попал в заявку на чемпионат мира в Японии и Южной Корее. На турнире он сыграл в поединке против ЮАР.

## Карьера тренера
В 2012 году Мориниго принял «Насьональ» и уже через год привёл его к золотым медалям парагвайского первенства. В 2014 году он вывел клуб в финал Кубка Либертадорес.

## Достижения
Командные
 «Либертад»
- Чемпионат Парагвая — 2002
- Чемпионат Парагвая — 2003
- Чемпионат Парагвая — 2006

 «Насьональ» (Асунсьон)
- Чемпионат Парагвая — Клаусура 2009
- Чемпионат Парагвая — Апертура 2011

Тренерские
 «Насьональ» (Асунсьон)
- Чемпионат Парагвая — Апертура 2013
- Финалист Кубка Либертадорес — 2014